# Kirjat-Jearim
Kirjat-Jeʿarim (hebräisch קִרְיַת-יְעָרִים Qirjat Jəʿarīm, deutsch ‚Stadt der Wälder‘, lateinisch Cariathiarim, griechisch Καριαθιαριμ) war eine Stadt im Land Israel, die 18 Mal unter diesem Namen in der Bibel erwähnt wird. Sie wird dort auch als Kirjat-Baʿal (Jos 14,60 ; Jos 18,14 ) oder Baʿala (Jos 15,9-10 ; 2 Sam 6,2 ; 1 Chr 13,6 ) oder Jáʿar (Ps 132,6 ) bezeichnet. In der Bibel spielt Kirjat-Jeʿarim unter anderem als eine Stadt der Hiwiter bzw. Gibeoniter (Jos 9,7 ), eine Grenzstadt von Juda (Jos 18,14 ), als Stadt neben dem Lager des Stammes Dan (Ps 18,12 ), als Heimat des Abinadab und für zwanzig Jahre Aufbewahrungsort der Bundeslade nach der Rückgabe durch die Philister (1 Sam 7,1 ) und als Heimat des Urija (Jer 26,20 ) eine Rolle.
Eusebius erwähnt die Stadt in der Nähe von Jerusalem. Der arabische Ort Abu Gosch wird als das ehemalige Kirjat-Jeʿarim angesehen; die antike Siedlung wird mit dem Hügel Deir al-ʿAzar im Judäischen Bergland identifiziert, der sich 500 Meter nordwestlich der heutigen Siedlung befindet und auf dem heute die Kirche Unserer Lieben Frau von der Bundeslade steht. 

Heute gibt es nebenan eine jüdische Siedlung namens Kirjat Jeʿarim, die auch Telz-Stone heißt. Beide haben eine Gemeindeverwaltung im Bezirk Jerusalem.